# Эбниси
Эбниси (груз. ებნისი) — деревня в Душетском муниципалитете региона Мцхета-Мтианети, Грузия.
Расположена на южном склоне хребта Алеви, в долине реки Нареквави, на высоте 1040 метров над уровнем моря, в 12 километрах от Душети.

## Экономика
Население занимается сельским хозяйством. Жителям выделяются некоторые средства по программе помощи селу, 2012 году — 8 300 лари (был приобретён старый трактор, который население не может использовать), в 2011 году — 6 639 лари (устроен бассейн для воды)